# Alva (Oklahoma)
Pour les articles homonymes, voir Alva.
Alva est une ville américaine, siège du comté de Woods, dans l'Oklahoma. La population de la ville était en 2000 de 5 288 habitants.

## Géographie
Alva se trouve dans le nord-ouest de l'État, à l'est des Grandes Plaines.

## Source
- (en) Cet article est partiellement ou en totalité issu de l’article de Wikipédia en anglais intitulé « Alva, Oklahoma » (voir la liste des auteurs).